# Шпація
Шпáція — друкарський проміжковий матеріал (металеві пластини різної товщини).
Цей проміжковий матеріал заповнює проміжки між літерами і словами, служить для утворення абзацних відступів, виключки і заключки рядків.
Шпації можуть мати товщину від 1 до 20 пунктів. Бувають кегельними (круглими), ширина яких дорівнює кеглю, напівкегельними (напівкруглими), ширина яких дорівнює 1/2 кегля і тонкими. Ширина наведених шпацій відповідає великим буквам M, N і маленькій букві t. При складанні тексту врозбивку для збільшення міжлітерних проміжків використовують тонкі шпації.
У палітурній справі — проміжки між картонними боковинками палітурки.